# Kundalinijoga

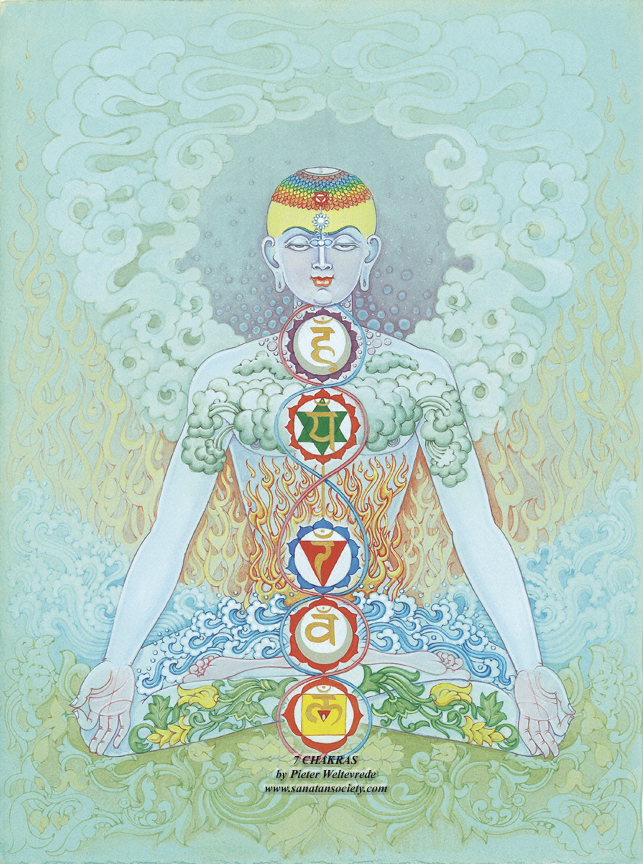
Ćakry

Kundalinijoga (kuṇḍalinīyoga) – jeden z ezoterycznych systemów rozwoju i doskonalenia duchowego, wywodzący się z obszaru kulturowego Indii. Kundalinijoga to tantryczna metoda jogi, polegająca na umiejętnym pobudzaniu ognistej w swej naturze, siły życiowej drzemiącej u podstawy kręgosłupa.

Przedstawia się, że moc kundaliniśakti, gdy zostaje obudzona, wstępuje spiralnie poprzez ćakry, wzdłuż pionowej linii ciała po wewnętrznej stronie kręgosłupa ku górze, aż osiągnie swoją wyższą siedzibę w sahasrarze – ćakrze o tysiącu płatkach ponad głową. Cała symbolika ezoteryczna kundalinijogi wskazuje na siedmioetapowy proces rozwoju wewnętrznego i osiągania tak zwanego wyzwolenia. Śakti czy kundalini to terminy w rodzaju żeńskim, opisujące żeńską zasadę boskości, natury Boga rozumianej jako para, Bóstwo i Bogini.
Dokładna translacja terminu kundalini w tantryzmie łączy cząstkowe pojęcia "Kun" oznaczające „ufność”, „wiarę” i „zaufanie”, z "Kunda" oznaczającym „spiralę”, „zwiniętego węża” oraz rodzajem żeńskim „-lini” mocno podkreślającym gramatycznie żeńskość terminu. Kundalinijoga zatem opiera się na głębokim zaufaniu i wierności do guru – mistrza i przewodnika życia duchowego, pracy ze spiralną mocą czy energią, ruchem falowym, cyklicznością przyrody oraz żeńskim aspektem Boga – Absolutu.
Bhuta śuddhi to podstawowa metoda wstępnej praktyki kundalinijogi oparta na metodach oczyszczania z użyciem pięciu żywiołów. Bez jej gruntownej realizacji nie należy przechodzić do bardziej zaawansowanych praktyk, gdyż wedle mistrzów i ekspertów tej jogi może to dać nieprzyjemne doznania psychiczne lub fizyczne.
Indrija śuddhi to drugi, zaawansowany etap polegający na oczyszczeniu czy uwolnieniu zmysłów, etap który zawiera też sporo ćwiczeń, które się tyczą zagadnień seksualności, ale mają one na ogół charakter jednorazowych procesów mających na celu katharsis i nie muszą być kultywowane w sposób stały. Tradycja indyjska przewiduje też wyrażenie na takowe praktyki zgody współmałżonka czy współmałżonki, jeśli osoba pozostaje w stałym związku.
Śakti śuddhi można uznać za właściwy etap kultywowania kundalinijogi polegający ideowo na oczyszczeniu źródła mocy i uwolnieniu kundalini tak, aby mogła osiągnąć swoją właściwą, tak zwaną kosmiczną siedzibę ponad głową w lotosie korony o tysiącu płatkach. Metafizyka tego etapu dla kobiet to stawanie się małżonką dewy, a dla mężczyzn jest to stawanie się małżonkiem Bogini i emanacją jakiegoś niebiańskiego czy boskiego aspektu rzeczywistości. Dopiero na tym etapie budzone są tak zwane cudowne, magiczne czy charyzmatyczne moce – siddhi.
W całym procesie rozwojowym moc ogniowa kundalini spala wszelkie splamienia świadomości i co ważniejsze tak zwane nasiona oraz zalążki przyszłego karmana. Rezerwuje się na przebycie każdego etapu zwykle od 10-15 lat bardzo intensywnej praktyki i ćwiczeń włącznie z procesem inicjacyjnego przekazu łaski i mocy – śaktipat. Ukończenie każdego etapu rozeznawane jest po sporej ilości oznak fizycznych, psychicznych i charakterologicznych, tak zwanych pomyślnych znaków urzeczywistnienia, co można porównać z gruntownymi badaniami psychologicznymi mającymi na celu selekcję osób posiadających najlepsze predyspozycje do określonych zawodów czy stanowisk.
Kundalinijoga jest trzecim klasycznie etapem praktyki w systemie hathajogi Pradipika, a praktyki z ćakrami pokrywają się z systemem lajajogi. Mudry stanowią podstawę technik kundalinijogi w systemie tradycyjnej hathajogi, jednak w systemie tantry technicznie mudry (gesty i pozycje), mantry (dźwięki i słowa mocy) i jantry (znaki, symbole, diagramy) stanowią pewną uzupełniającą się całość.
Kundalinijoga praktykowana była i jest przez tak zwanych „szalonych” mędrców i joginów Tybetu oraz Indii, czyli przez kontrowersyjnych zwykle w swoich czasach liderów duchowości.